# José da Silva
José da Silva Varela (Sao Tomé, 22 december 1991) is een Santomees voetballer, die sinds 2011 bij União Desportiva Rei Amador als aanvaller speelt. Hij speelt sinds 2011 bij het Santomees voetbalelftal.
In een kwalificatiewedstrijd voor de African Cup of Nations 2013 op 16 juni 2002 in en tegen Sierra Leone scoorde José da Silva een doelpunt; Sao Tomé verloor echter de wedstrijd en werd uitgeschakeld.